# Canada Memorial
Canada Memorial, francouzsky Mémorial du Canada a česky lze neoficiálně přeložit jako Památník Kanady, je válečný památník. Je postaven v královském parku Green Park v londýnském obvodu Westminster v Anglii.

## Historie a popis
Canada Memorial byl odhalen dne 3. června 1994 za přítomnosti vysokých představitelů Kanady a Spojeného království, včetně královny Alžběty II. Dílo, které bylo předmětem soutěže, vytvořil kanadský sochař Pierre Granche (1948–1997). Připomíná významné válečné úsilí téměř milionu Kanaďanů a obyvatel Newfoundlandu, kteří na straně Spojeného království bojovali během první a druhé světové války. Připomíná také oběť 100000 lidí, kteří zahynuli v těchto válkách.
Památník tvoří dvě šikmé rovinné plochy ve tvaru lichoběžníků vyrobených z červené žuly z oblasti Kanadského štítu (Canadian Shield). Do těchto ploch jsou zapracovány malé bronzové javorové listy - symboly Kanady, které mají podle počasí zelenou, hnědou a zlatavou barvu. Dvě části pomníku symbolizují společnou účast Británie a Kanady bok po boku ve světových válkách. Uprostřed, před pomníkem, je do dlažby symbolicky vložen kompas mířící směrem k Halifaxu v Novém Skotsku, odkud přijela většina kanadských vojáků.

## Nápisy na památníku
| „ | "IN TWO WORLD WARS, ONE MILLION CANADIANS CAME TO BRITAIN AND JOINED THE FIGHT FOR FREEDOM. FROM DANGER SHARED, OUR FRIENDSHIP PROSPERS." | "AU COURS DE DEUX GUERRES MONDIALES, UN MILLION DE CANADIENS SONT VENUS EN GRANDE-BRETAGNE SE JOINDRE À LA BATAILLE POUR LA LIBERTÉ HUMAINE. FACE AU DANGER COMMUN, NOTRE AMITIÉ AUGMENTE." | „VE DVOU SVĚTOVÝCH VÁLKÁCH, JEDEN MILION KANAĎANŮ PŘIJELO DO BRITÁNIE A ZAPOJILO SE DO BOJE ZA SVOBODU. ZE SDÍLENÉHO NEBEZPEČÍ VZEŠLO NAŠE PŘÁTELSTVÍ.“ | “ |

## Galerie

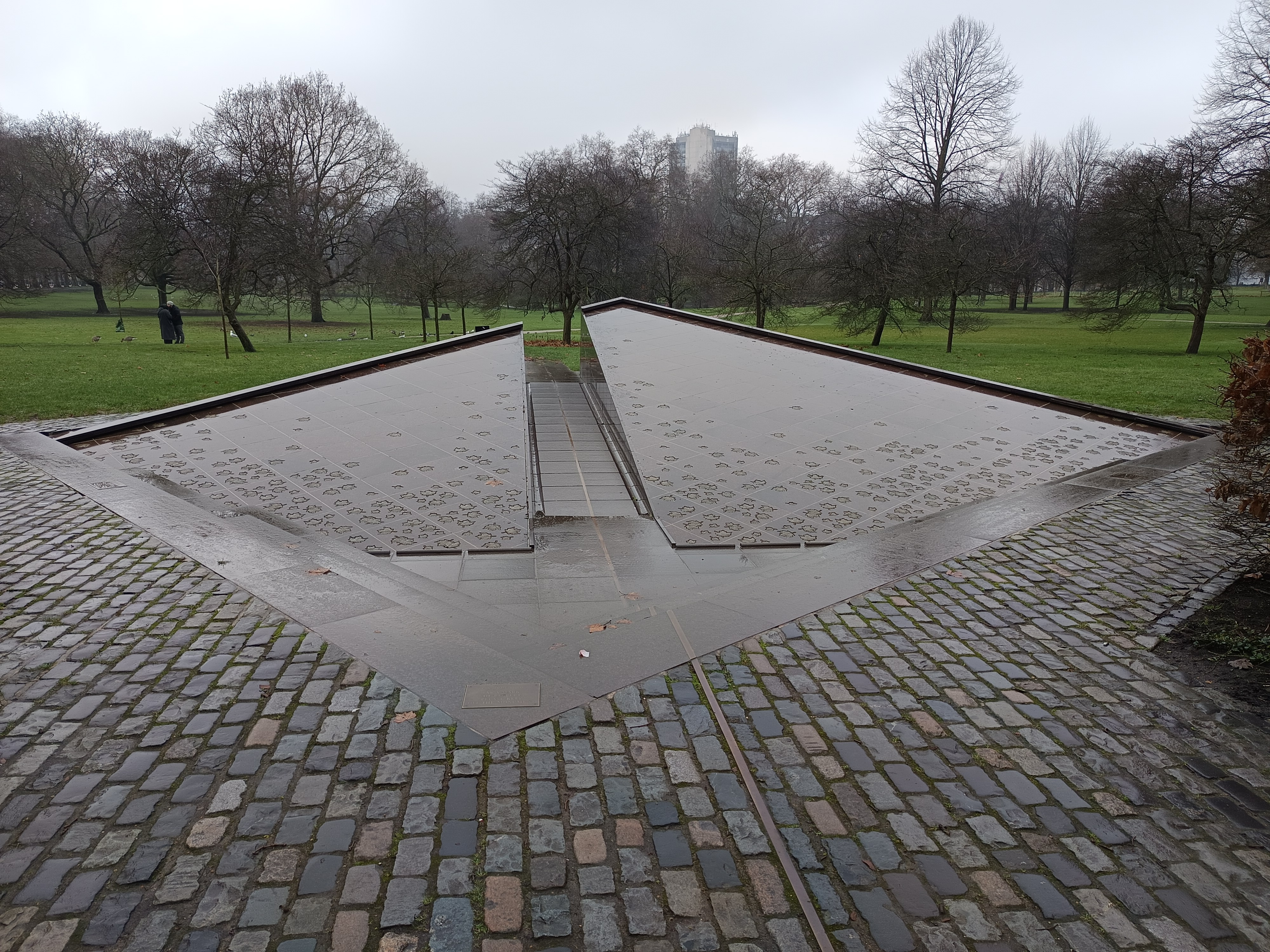